# Jimmy Perry
Jimmy Perry (Barnes, London, 1923. szeptember 9. – 2016. október 23.) angol író és színész. Leghíresebb műve az egykor BBC-n Az ükhadsereg (Dad’s Army) címmel futó szituációs komédia, amelyért 1971-ben BAFTA-díjat kapott. David Croft társszerzőjeként közreműködött a It Ain’t Half Hot Mum, a Hi-de-Hi! illetve a magyar nyelvterületen is népszerű Csengetett, Mylord? című sorozatok megírásában.

## Jelentősebb komédiái
Perry tizenhét évesen lépett be a német invázió ellen megszervezett Wattfordi Polgári Őrség (Wattford Home Guard) nevű félkatonai szervezetbe. Itt szerzett tapasztalatait később Ükhadsereg című komédiájának megírásához használta fel. 1968-ban kezdte el a történetet írni. A filmben szereplő Pike közlegény alakját Perry tizenéves önmagáról formázta. Két évvel később besorozták a reguláris hadseregbe, és Burmába küldték, ahol tüzérként szolgált. (Az ázsiai élményekből született 1974-ben az It Ain't Half Hot, Mum című komédiája.) Leszerelése után hazatért Nagy-Britanniába, és a Királyi Színházművészeti Akadémián színésznek tanult. A tanítási szüneteket a Butlins cég egyik üdülőtelepének szórakoztató mindeneseként töltötte. Itt szerzett élményein alapult a BBC által 1980 és 1988 között vetített Hi-de-Hi című sorozat. A komornyikként dolgozó nagyapjától hallott történetek szolgáltak a Csengetett, Mylord? című komédiasorozat alapjául, amely 1988 és 1993 között készült.
Míg életművének legjelentősebb komédiáit szerzőtársával, David Crofttal együtt írta, addig az 1979-es Room Service és az 1989-es High Street Blues című sorozatokkal kudarcot vallott. Ez utóbbit minden idők egyik legrosszabb brit szituációs komédiájának nevezték.

## Egyéb alkotások
Perry nem csak komikusként, de zenészként is alkotott. A nevéhez köthető komédiák mindegyikének jellegzetes dallamait maga szerezte. Ezek közül a legismertebb az Ükhadsereg „Who Do You Think You Are Kidding, Mr Hitler?” című dala, amely 1971-ben elnyerte a legjobb televíziós főcímdal címet. Az 1960-as években Perry a Watford Repertory Theatre színész-menedzsereként dolgozott. 1978-ban A Brit Birodalom Érdemrendjével tüntették ki. Emlékiratait 2002-ben A Stupid Boy címmel jelentették meg.
Televíziós karrierjét színészként kezdte. Először 1960-ban szerepelt, egy francia nyelvű sorozatban, a „Les Cinq dernières minutes”-ban. 1962-től a Hugh and I-ban szerepelt, majd 1966-tól a Beggar My Neighbour-ban. 1968-ban Az ükhadseregben és 1980-ban az It Ain’t Half Hot, Mum-ban alakított egy-egy kisebb szerepet.

## Magánélete
Perry 1953-ban nősült meg, felesége Gilda Perry volt. Nyugdíjasként Angliában, Northants-ben élt. 1978-ban a királynő lovagi címet (OBE - brit birodalmi rend) adományozott neki. Ő volt a Hi-De-Hi! című sorozatban játszó Diane Holland (1930–2009) angol színésznő sógora.

## Fordítás
- Ez a szócikk részben vagy egészben a Jimmy Perry című angol Wikipédia-szócikk ezen változatának fordításán alapul.  Az eredeti cikk szerkesztőit annak laptörténete sorolja fel. Ez a jelzés csupán a megfogalmazás eredetét és a szerzői jogokat jelzi, nem szolgál a cikkben szereplő információk forrásmegjelöléseként.